# Hexatoma (Eriocera) cleopatra
Hexatoma (Eriocera) cleopatra is een tweevleugelige uit de familie steltmuggen (Limoniidae). De soort komt voor in het Palearctisch gebied.